# Антон Понкрашов
Антон Александрович Понкрашов (рус. Антон Александрович Понкрашов; Лењинград, 23. април 1986) је руски кошаркаш. Игра на позицији крила, а тренутно наступа за Химки.